# ドゥ・クリエーション
株式会社ドゥ・クリエーション（英文表記：DO CREATION CO.,LTD ）は、東京都千代田区に本社を持つイベント会社。

## 概要
イベント企画・制作・運営、販売促進、マーケティングサポート、人材サービス、施設運営、研修教育を主たる業務とする。
東京千代田区岩本町に本社。札幌、仙台、名古屋、大阪、広島の支店と福岡デスクを設置している。

## 沿革
- 1982年（昭和57年） - 個人創業。
- 1985年（昭和60年） - 株式会社ドゥ・クリエーション'を設立。
- 2008年（平成20年） - 株式会社ソアを吸収合併。ソアの旧本社所在地に、麻布オフィスを新設。
- 2010年（平成22年）2月 - 本社と麻布オフィスを統合し、併せて新本社を中央区日本橋へ移転。
- 2012年（平成24年）11月 - 新本社を中央区八重洲へ移転。
- 2021年（令和3年）1月 - 本社を千代田区岩本町へ移転。